# HD 125612
HD 125612はおとめ座の方向に約170光年離れた位置にある連星系である。

## 概要
| 太陽 | HD 125612 A |
| ---- | ----------- |
| 太陽 | Exoplanet   |

主星HD 125612 Aは太陽よりやや大きなG型主系列星で、太陽の1.09倍の質量と1.05倍の半径を持ち、表面温度は太陽より約120K高くなっている。それに対し、4,750au離れた位置にある伴星HD 125612 Bは、太陽の18%の質量しか持たない小さな赤色矮星である。
2007年、主星HD 125612 Aを楕円軌道で公転している惑星HD 125612 Abが発見され、その2年後には、新たに海王星ほどの下限質量を持つHD 125612 Acと、はるか外側を公転しているHD 125612 Adが発見された。
| 名称 （恒星に近い順） | 質量    | 軌道長半径 （天文単位） | 公転周期 (日)   | 軌道離心率  | 軌道傾斜角 | 半径 |
| --------------------- | ------- | ----------------------- | --------------- | ----------- | ---------- | ---- |
| c                     | >18 M⊕  | 0.05                    | 4.1547 ± 0.0005 | 0.27 ± 0.12 | —          | —    |
| b                     | >3.0 MJ | 1.37                    | 559.4 ± 1.3     | 0.46 ± 0.01 | —          | —    |
| d                     | >7.2 MJ | 4.2                     | 3008 ± 202      | 0.28 ± 0.12 | —          | —    |